# 水仙
水仙（学名：Narcissus tazetta subsp. chinensis）又称中国水仙，隶属于石蒜科的水仙属，为多花水仙的一个亚种，是一种多年生的球茎地下芽植物，自然分布于东亚的滨海温带生物群系，包括中国的福建、浙江以及日本的中、西、南部沿海区域，朝鲜半岛亦有引入和自然归化。
漳州为中国最著名的人工栽培水仙产地。

## 形态
鳞茎卵球形。叶宽线形，扁平，长20-40厘米，宽8-15毫米，钝头，全缘，绿色。
花期春季。花茎几乎与叶等长。花序伞形，每簇有花4-8朵，花茎分叉处覆有一层膜质的总苞。花梗长短不一。花被下部合生为细管状，灰绿色，近三棱形，长约2厘米。花被上部裂为6片，白色，芳香，每枚裂片卵圆形至阔椭圆形，顶端具短尖头。花被内侧有一轮黄色的副花冠，浅杯状，不皱缩，长不及花被的一半。雄蕊6枚，着生于花被管内，花药基着。子房3室，每室有胚珠多数，花柱细长，柱头3裂。果实为蒴果，室背开裂。

## 分布
水仙自然分布于中国的福建省东南部、浙江省东部，以及日本的中、西、南部沿海区域，朝鲜半岛亦有引入和自然归化。生境多为滨海区域、海拔高度较低（近海平面100米左右）的沙壤荒地，一些离岸小岛亦有分布。

## 文化
在中华文化中，水仙是很受歡迎的年花，用陶瓷器皿水培，盛放于室内厅堂中观赏。因其在農曆元月期間開放，故被认为象徵來年好運，也有团圆和睦、富贵吉祥的寓意。

### 文學
宋代诗人刘邦直《咏水仙》云：
|  | 借水开花自一奇，水沉为骨玉为肌。暗香已压荼蘼倒，只此寒梅无好枝。 |

南宋词人周密《花犯（水仙花）》云：
|  | 楚江湄，湘娥再現，無言灑清淚，淡然春意。空獨倚東風，芳思誰寄？凌波路冷秋無際香云隨步起，漫記得，漢宮仙掌，亭亭明月底。 冰弦寫怨更多情，騷人恨，枉賦芳蘭幽芷。 春思遠，誰歎賞國香風味？相將共、歲寒伴侶，小窗淨，沉煙熏翠被。 幽夢覺、涓涓清露，一枝燈影裡。 |

## 毒性
水仙花全株（花、鳞茎、枝、叶）对人及其他哺乳动物皆有毒性，汁液中含石蒜碱、多花水仙碱等多种生物碱。中毒后会产生呕吐、腹痛等症状，也会造成神经系统症状。其鳞茎与食用百合、洋葱等蔬菜相似，而绿色的地上茎叶形似蒜薹、葱等蔬菜，容易误食，应避免与食用蔬菜放置在一起。
部分人群睡眠时长期吸入其香气会导致出现头晕，因此不宜将栽培的水仙放置于卧室内。

## 栽培
水仙是一种鳞茎植物，水仙从分出的鳞茎开始培养，到开花通常需要三年左右的时间。水仙夏天休眠，通常是在初夏，把鳞茎带泥去除，剪去叶片，放到阴凉处保存，待秋冬季再种植。福建漳州是水仙的著名产地之一，已经有四百多年的栽培历史。

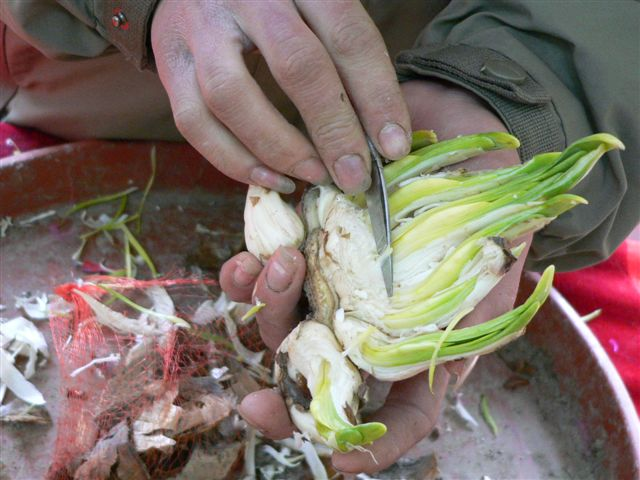
雕刻水仙鳞茎

水仙也可以雕刻后再培养，以长成蟹爪状。水仙雕刻的原理主要是，削叶缘和花梗会损伤叶和花茎，而在植物生长过程中，受损伤的一侧愈合、生长缓慢，另一侧则正常生长，使叶片和花梗产生弯曲、矮化。
水仙的花期受温度影响明显，温度越高开花越早、花期越短。在北方的室温下，水培的水仙从培养到开花一般需要45-50天左右，通常在新春前的五十天开始培养，以便能够在春节期间开放。培养的阳光和温度对于水仙很重要，如果阳光不足，温度过高，会造成叶片急速生長。但是雕刻过后的水仙开花会比较早，如南昌需24-25日，北京需26-27日，上海、南京、杭州、西安需25-26日，而广州只要21-22日。而土培水仙的话一般需要35日才能开花。
水仙的生长适温为10-20℃，可耐0℃低温。水仙的鳞茎在春天发育膨胀，在26℃以上的高温下进行花芽分化。温度6-10度时抽生花茎。
挑选水仙头时要选择直径在8厘米以上的，外形要扁圆、坚实、色泽明亮且呈棕褐色，顶端钝圆，根盘宽阔肥厚。这样的水仙花芽多，开花亦多。若用两手指按压球体前后，感觉内部有柱状物又比较结实的，说明花芽已经发育成熟，这样的水仙一定能开花。而柱状物越多，花茬也就越多。如果捏起来感觉松软，无弹性，呈扁平的则是叶芽，这样的水仙头就不会开花。

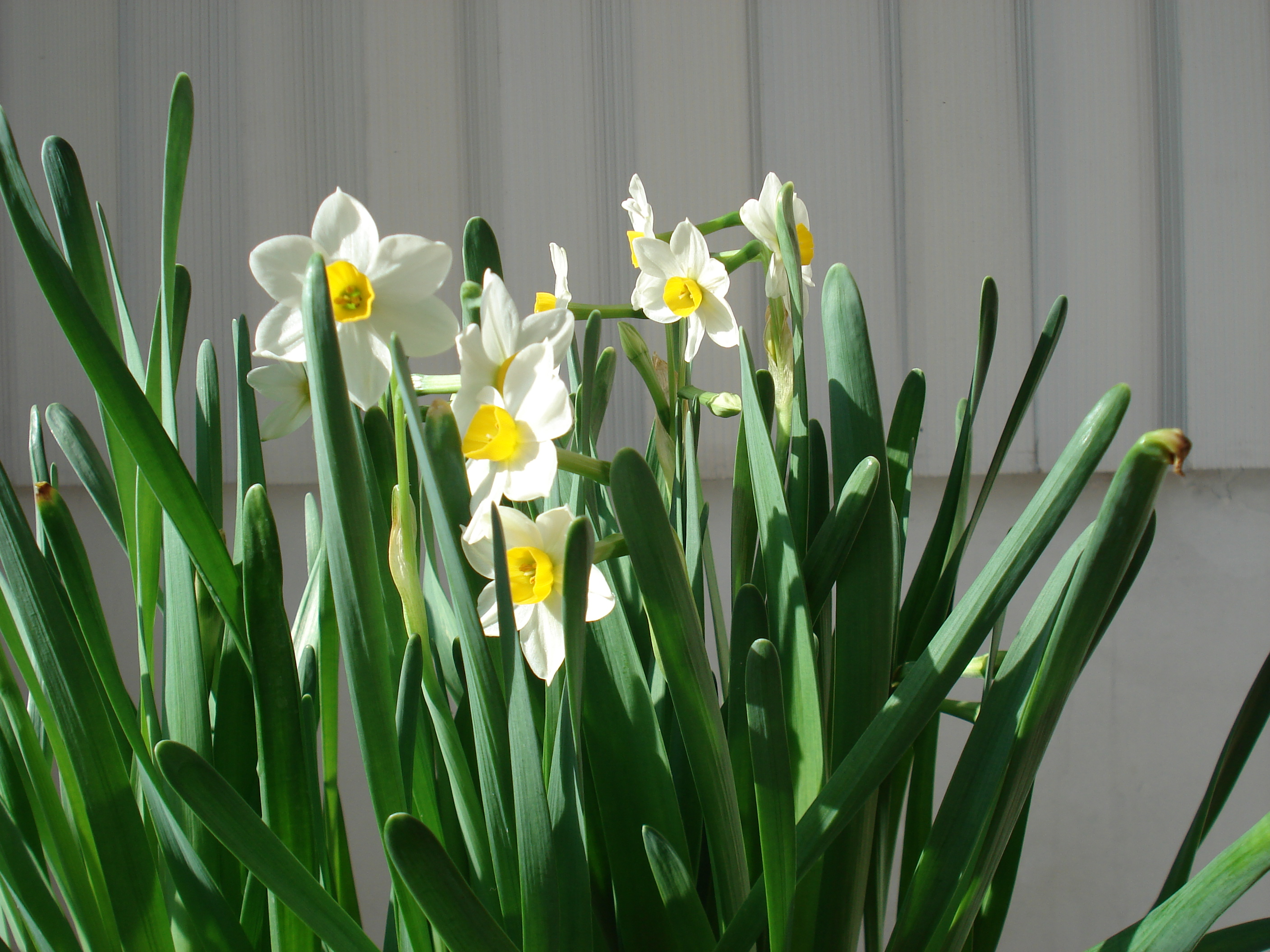
盛开的水仙

水仙作为花卉欣赏来讲通常有土培和水培两种方式。在中国，常用的方式是水培，买来水仙鳞茎后，去除死皮，在芽处切十字口，使鳞茎松开，以便能够更好的抽芽。开始每天换水一次，之后每三天换水一次，花前每周换一次水。栽好后每天要在太阳下照晒，晚上再把水倒掉，第二天加水再晒。这样可以抑制叶片生长过度旺盛，有助于花茬的生长。如果想让水仙花提早开花，可以在盆中加25℃的温水，移到较暖的房间或用塑料袋罩住。开花期间移到冷凉有光线处，一般可维持花期半月左右。水仙一般不用施肥，但如果希望延长花期，可在花蕾孕育期间在水中加入浓度为0.2的磷酸二氢钾溶液，开花时在水中加入少量葡萄糖，都可以让花朵开放更茂盛，花期也能延长。
一般情况下，经过开花的损耗，水养水仙的鳞茎都需要三年的培育才能再开花。因此开花过后的水仙鳞茎一般都被丢弃。而水仙作为生产性繁殖则常用分球、播种和组织培养等方式。

### 繁殖方法
- 1、侧球法：

侧球生长在鳞茎外两侧，基部与母体相连，易脱离母体，秋季将其与母球分离，单独种植，次年可产生新体。
- 2、侧芽法：

侧芽是包在鳞茎球内部的芽。秋季撒播白色侧芽，次年可产生新体。
- 3、鳞片法：

将鳞茎放置于低温数周，再在常温中把鳞茎切小，使每块带2个鳞片，将鳞片上端切除留2厘米，将其插入砂土中密封保水，置20～28℃黑暗处。

### 雕刻藝術

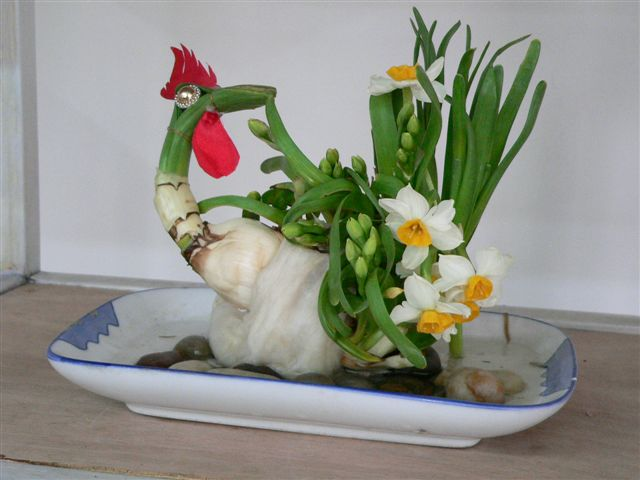
鸡造型的水仙

水仙花被称为「有生命的艺术品」，雕刻水仙造型美观，中外驰名，最常见的雕刻方法有以下几种类：
- 蟹爪水仙：先把水仙的褐色外皮去掉，在水仙球的腹下部用刀划一条横线，再在侧肩部各竖割一直线，将弧线上的鳞片剥去，直到露出花芽和叶芽为止。然后用手指轻轻将叶尖部分略分开，随后用刀将叶子两边各切一刀，幅度为叶芽的三分之一，将花茬部切五分之一。这样水养的水仙花芽的叶芽弯曲生长，酷似蟹爪。
- 鸟形水仙：先取较大母球而只带一边的小球的水仙头一个，小球不雕刻，任意生长。将母球一般的鳞片剥去，平稳均匀的削去头一片叶缘的三分之一，其他叶子也削去三分之一，花茎削去五分之一，留下母球的另一半鳞片作为后壁。之后将小球茎长出的叶片剪去一部分，留下的一截小球茎作为鸟头。随后在两片叶子中间装上一个玻璃珠做眼睛，搭配上母球中头一枝叶芽构成的鸟尾，就是鸟型水仙了。
- 花篮水仙：选择两侧各带小球的肥大母球一个，两侧小球任其生长，母球在其上部三分之一处环割一周，然后把上面的鳞片一层一层的剥除，直到黄绿色叶芽露出来为止。用蟹爪水仙的雕刻方法将各叶子的叶缘一侧切去叶宽的四分之一到三分之一，使叶子生长弯曲，用清水浸泡，洗去黏液，放入盆中水养。当小球的叶生长到一定高度时，用丝带将两侧的叶片扎在一起，形似花篮的提环。而母球上的叶片和花朵都盘曲在一起，犹如花篮一般。
- 茶壶水仙：选择两侧都带小仔球的母球一个。母球顶端横切削平，中间下刀挖空，深度以能到花芽为止。挖时要小心，不要伤害到花苞。之后把叶片削去一半，并在花梗部分轻扎一刀。待其开花时，将其一侧的小球叶片剪掉，留其基部叶片为鞘筒，如同茶壶的嘴。用竹签和母球的鳞片接插在一起，成为茶壶的把手，母球上的花就象茶壶盖。
- 玉鹅凌波：选择一个花苞多，且有一个较大子球的鳞茎。不必雕刻子球，其它雕刻方法如蟹爪水仙。当根系长出3-4厘米后，将小鳞茎放置到盆水深处，将母鳞茎提起。到开花时期，再恢复平放。这样小鳞茎长出的叶片好似象母茎弯曲，然后将小鳞茎长出的叶片扎成「天鹅头」，并取一玻璃珠作为眼睛，这样就好似天鹅母子在水中悠游自在。
- 凤舞：雕刻类似蟹爪水仙。不过母鳞茎一侧留一个较大的小鳞茎，另一侧保留鳞片内有花的三个芽体。只将芽体间隙横切一刀，其他部分都不雕刻。开花时，按凤凰神态结扎小鳞茎叶片为「凤头」，不雕刻芽体长出的花叶为「凤尾」，其它部分就是凤身。

## 延伸阅读
[在维基数据编辑]
 《欽定古今圖書集成·博物彙編·草木典·水仙部》，出自陈梦雷《古今圖書集成》
 《植物名實圖考·水仙》，出自吳其濬《植物名實圖考》